# Eduard Hanslick

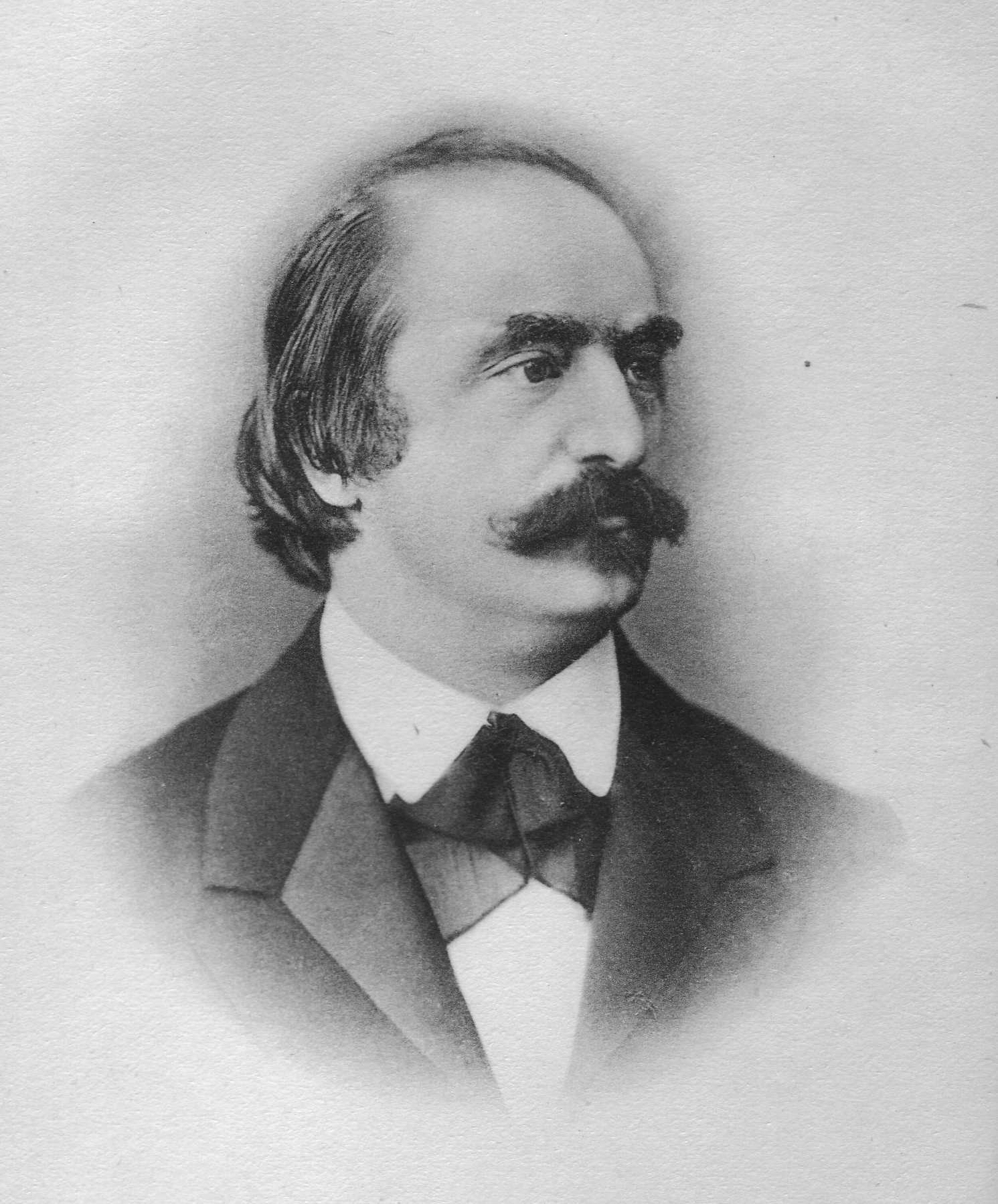
Eduard Hanslick im 40. Lebensjahr

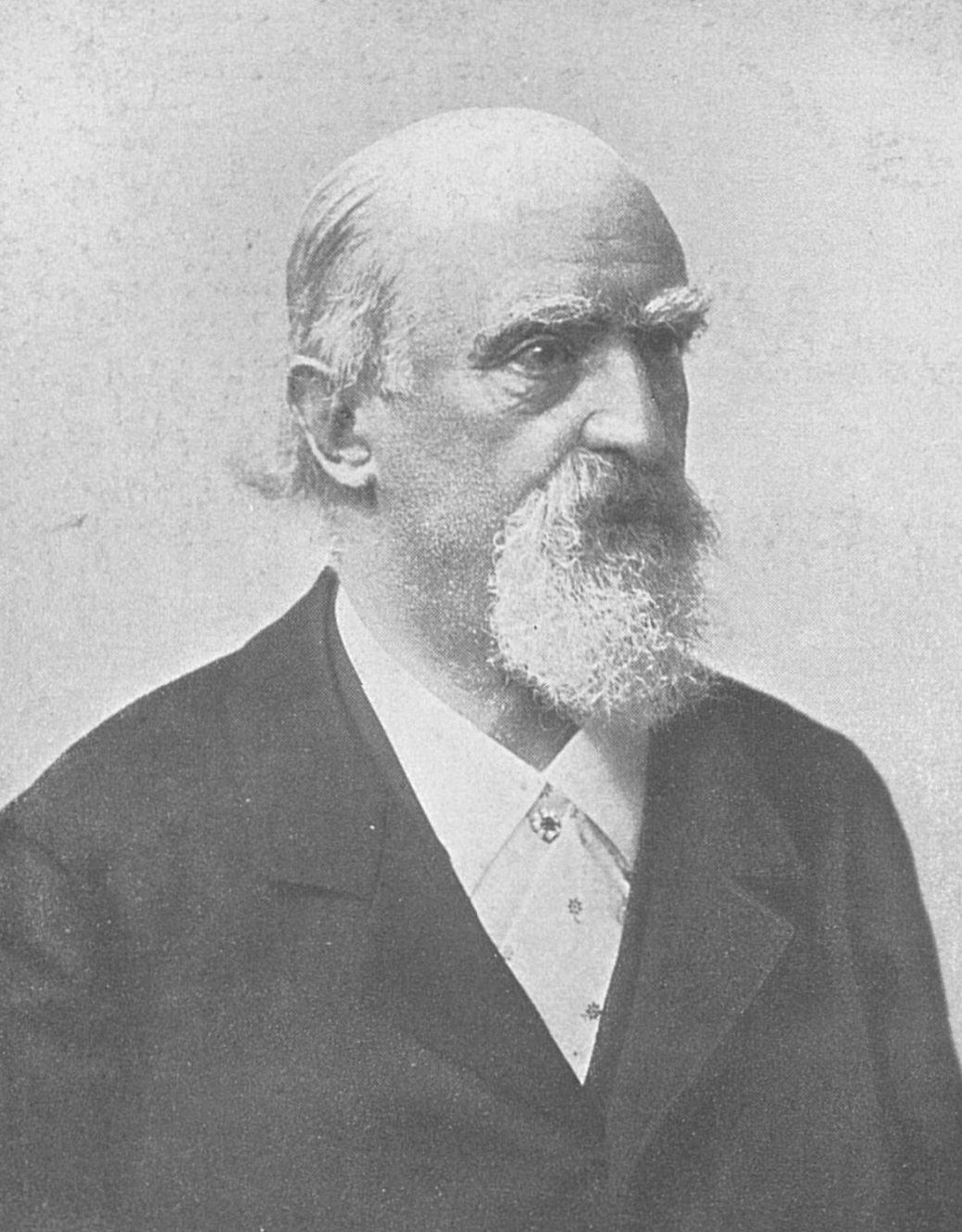
Eduard Hanslick, um 1900

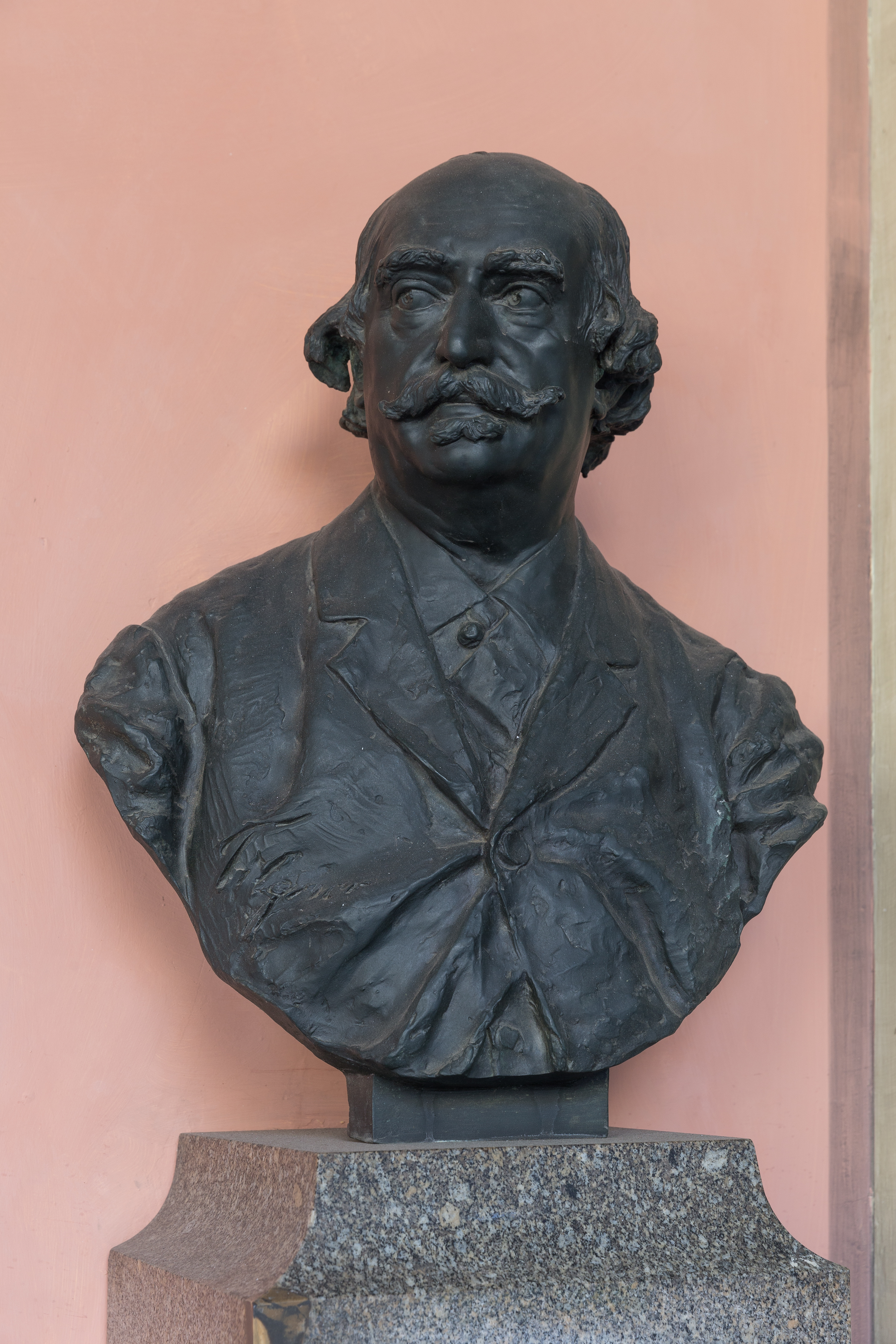
Büste von Eduard Hanslick im Arkadenhof der Universität Wien

Eduard Hanslick (* 11. September 1825 in Prag; † 6. August 1904 in Baden bei Wien) war ein österreichischer Musikästhetiker und einer der einflussreichsten Musikkritiker seiner Zeit.

## Leben

### Jugend
Eduard Hanslick wuchs in Prag auf. Sein Vater Joseph Adolph Hanslick, der ursprünglich Priester werden wollte und in einem Kloster als Sängerknabe die Liebe zur Musik entdeckte, brach das Theologiestudium ab und widmete sich der Philosophie und Ästhetik. Eine Weile hatte er darin ein Lehramt an der Prager Hochschule inne. Seinen Lebensunterhalt bestritt er als Bibliograf und mit Unterricht, besonders der Musik. Er war verheiratet mit Karoline Kisch, Tochter des Prager Großkaufmanns und Hoffaktors Salomon Abraham Kisch (ca. 1768–1840 Prag) und der Rebekka Götzl (ca. 1769–1859 Prag), Tochter des Wiener Großhändlers Samuel Götzl. Die mütterliche Herkunft aus einer prominenten jüdischen Familie war später wiederholt Anlass antisemitischer Angriffe gegen Eduard Hanslick.
Eduard Hanslick berichtet in seiner Autobiographie Aus meinem Leben (1894), dass er und seine vier Geschwister umfassend vom Vater erzogen wurden: Er „unterrichtete uns in allen Gegenständen selbst, auch im Klavierspiel“.
Hanslick studierte zunächst Rechtswissenschaften und schloss das Studium 1849 mit der Promotion ab. Daneben erhielt er Klavier- und Kompositionsunterricht bei Wenzel Johann Tomaschek. Der Schilderung in seiner Autobiographie Aus meinem Leben zufolge studierte er sämtliche Etüden Chopins, Henselts und Sigismund Thalbergs; zudem komponierte er Lieder, von denen ein Heft später veröffentlicht wurde. Von 1850 bis 1852 arbeitete Hanslick als Jurist in Klagenfurt. Während der Revolution 1848/49 war er als politischer Kommentator auf der „falschen“ Seite und musste sich beruflich umorientieren, als die Reaktionsära begann. Seine Beamtenlaufbahn verfolgte er nicht weiter, sondern wandte sich stattdessen der Musikästhetik zu. 

### Frühe Musikkritiken
In seiner Autobiografie äußerte sich Hanslick entsetzt über das damalige Niveau des Wiener Konzert- und Theaterlebens (das stark auf die späteren Kriegsgegner Frankreich und Italien ausgerichtet war). Er begann regelmäßig Kritiken zu schreiben, ab 1846 für die Wiener Musikzeitung, ab 1848 für die Wiener Zeitung, 1853–1864 für die Presse und 1864–1901 für die Neue Freie Presse. Sein bekanntestes Werk Vom Musikalisch-Schönen erschien 1854 und wurde als Habilitation anerkannt. Es war sofort ein großer Erfolg, erlebte in den folgenden Jahren Neuauflagen und wurde in mehrere Sprachen übersetzt.
In seiner Schrift bezog er zu der in den 1840er Jahren vorherrschenden Gefühlsästhetik eine Gegenposition. Daraus erklärt sich die berühmteste Aussage dieser Schrift, wonach der Inhalt der Musik aus „tönend bewegten Formen“ bestehe. Mit dieser Parallelsetzung von Inhalt und Form nahm er einen Gedankengang aus Hegels Phänomenologie des Geistes auf. Dass er das „Ausdrücken“ dem „Darstellen“ vorzog und erklärte, damit sei die Doppelung zwischen Darstellung und Dargestelltem überwunden, rückt Hanslick in die Nähe der Einfühlungstheorie. Gegner, so Franz Brendel in einer Rezension in der Neuen Zeitschrift für Musik, hielten ihm vor, dass über die von ihm bestrittene Möglichkeit einer objektiv verstehbaren Programmmusik erst eine künftige Musikwissenschaft entscheiden könne. Dies mag dadurch zu erklären sein, dass Hanslick die Auswirkungen seines wichtigsten musiktheoretischen Anstoßes auf die Musikwissenschaft nicht übersehen konnte, der in der Einführung des musikalischen Gedankens in die musiktheoretischen Betrachtungen bestand. Danach besteht Musik aus musikalischen Gedanken, die weitergedacht, verändert und mit anderen Gedanken verbunden werden können. Ein musikalisches Kunstwerk ist nach Eduard Hanslick ein komplexes musikalisches Gedankengebäude. Diese musiktheoretische Konzeption ist allem Anschein nach nicht oder nur minimal von der Musikwissenschaft aufgenommen worden, so dass Hanslicks Skepsis über den Fortgang der musikwissenschaftlichen Forschung allzu berechtigt erscheint.
Die Wiener Tradition der Musikkritik war ein Freiraum für die Kunst der Polemik, der im Bereich der Politik seinerzeit noch enge Grenzen gesetzt waren. Berühmt wurde sein Verriss von Pjotr Iljitsch Tschaikowskis später weltweit gefeiertem Violinkonzert, der in den Worten gipfelte, das Werk „bringt uns zum erstenmal auf die schauerliche Idee, ob es nicht auch Musikstücke geben könne, die man stinken hört“.

### Professur
1861 erhielt Hanslick eine Universitätsprofessur für Ästhetik und einen ersten Lehrstuhl Geschichte der Musik in Wien. Damit gilt Hanslick als erster universitärer Musikwissenschaftler im deutschen Sprachgebiet. Nach den Wertmaßstäben jener zum Historismus neigenden Zeit schätzte er vor allem Zeitgenossen, die sich an der Vergangenheit orientierten, und kritisierte Modeerscheinungen. Trotzdem nahm er regen Anteil an der Opern- und Salonkultur.
Hanslick betrachtete die Musik der Wiener Klassik, etwa die Wolfgang Amadeus Mozarts und Ludwig van Beethovens, als Höhepunkt der musikalischen Entwicklung und sah in Robert Schumann und Johannes Brahms würdige Nachfolger. Der sogenannten Neudeutschen Schule um Franz Liszt und Richard Wagner stand er kritisch gegenüber. Dies hielt ihn weder davon ab, Schumanns Musikanschauung zu kritisieren, noch davon, Wagners Musik zu loben.

### Tod

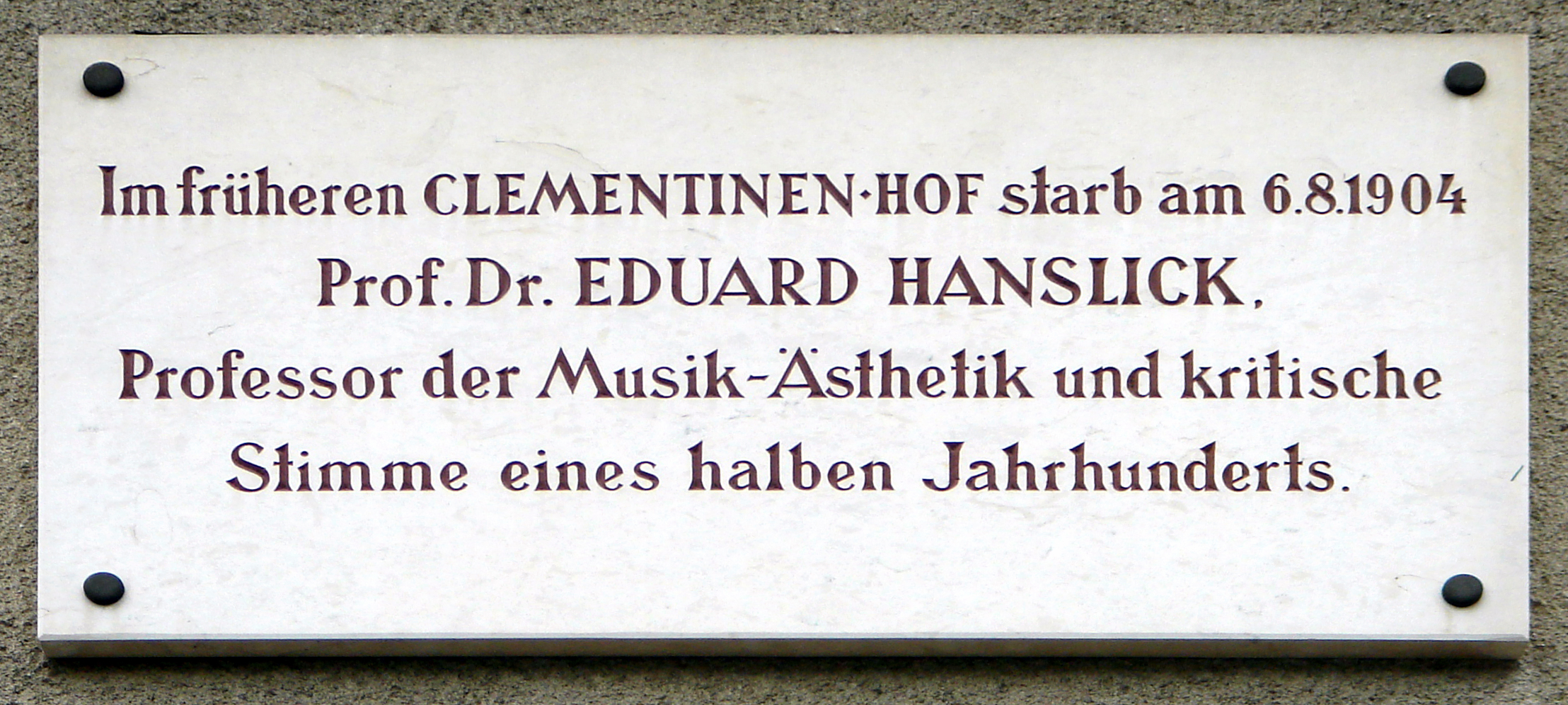
Gedenktafel an der Fassade Kaiser-Franz-Ring 12, Baden bei Wien

Im letzten Lebensjahr stellte sich ein Leiden ein, das Eduard Hanslicks Kräfte zunehmend erschöpfte, durch Kuren in Meran und Karlsbad nicht zu bessern war und zuletzt in Anfällen von Herzschwäche mündete. Seinen letzten Kurgebrauch nahm Hanslick in dem von ihm seit 1869 sommersaisonal wiederholt besuchten Baden bei Wien in Anspruch, wo er im Clementinen-Hof am 6. August 1904, nach dreißigstündiger Bewusstlosigkeit, verstarb – in derselben Straße nur 200 Meter entfernt vom Sterbeort von Moritz Gottlieb Saphir (1795–1858), dessen Kritik für das Theater ähnlich bedeutsam gewesen war wie die Hanslicks für die Musik. Hanslicks Leichnam blieb bis in die Morgenstunden des Begräbnistages, 9. August 1904, in Baden aufgebahrt; das Leichenbegängnis in Wien nahm seinen Ausgang nicht von der Wohnadresse des Verstorbenen, sondern vom Redaktionsgebäude der Neuen Freien Presse, Fichtegasse 11, Wien-Innere Stadt.

## Ehrungen

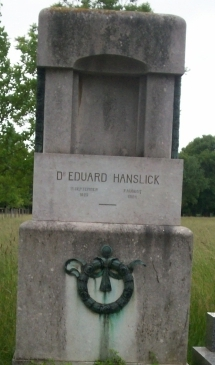
Grabstein Eduard Hanslick

- Eduard Hanslicks ehrenhalber gewidmetes Grab befindet sich auf dem Wiener Zentralfriedhof (Gruppe 18, Reihe 1, Nr. 9).[7]
- Im Jahr 1932 wurde in Wien-Ottakring (16. Gemeindebezirk) eine Verkehrsfläche 'Eduard-Hanslick-Gasse benannt.
- Im Arkadenhof der Wiener Universität – der Ruhmeshalle der Universität – steht eine Büste Hanslicks. Im Rahmen von „Säuberungen“ durch die Nationalsozialisten Anfang November 1938 wurden zehn Skulpturen jüdischer oder vermeintlich jüdischer Professoren im Arkadenhof im Zusammenhang der Langemarck-Feier umgestürzt oder mit Farbe beschmiert. Bereits zu diesem Zeitpunkt hatte der kommissarische Rektor Fritz Knoll eine Überprüfung der Arkadenhof-Plastiken veranlasst; auf seine Weisung hin wurden fünfzehn Monumente entfernt und in ein Depot gelagert, darunter diejenige von Eduard Hanslick.[8] Nach Kriegsende wurden im Jahr 1947 alle beschädigten und entfernten Denkmäler wieder im Arkadenhof aufgestellt.

## Familie
Eduard Hanslick war ab 1876 mit der Sängerin Sophie Wohlmuth (1856–1940) verheiratet.

## Hanslick und die Komponisten seiner Zeit

### Richard Wagner

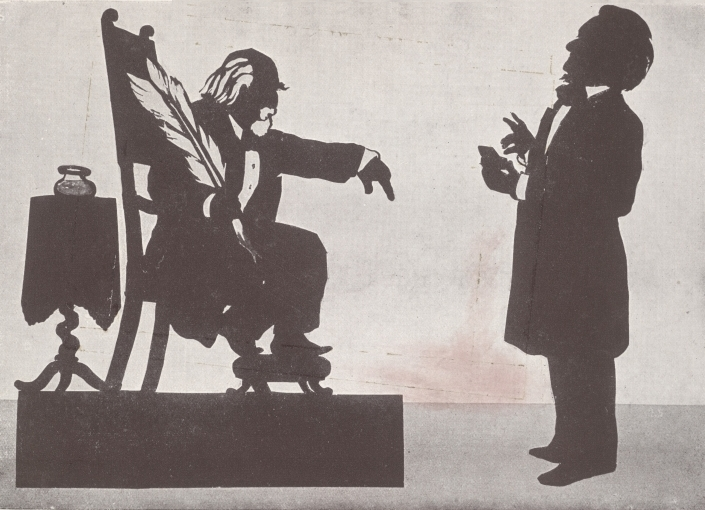
Hanslick und Wagner
Schattenbild von Otto Böhler

Hanslick wird allgemein als heftiger Kritiker und Gegner Wagners angesehen. Die Figur des „Merkers“ Sixtus Beckmesser in Wagners Oper Die Meistersinger von Nürnberg war vom Komponisten zunächst als Parodie auf seinen vermeintlichen Gegner und Kritiker Hanslick geplant: Er benannte die Figur des Stadtschreibers im zweiten Prosaentwurf des Textbuchs von 1862 mit „Hans Lick“, später als „Veit Hanslich“ (bevor sie dann zu „Beckmesser“ wurde). Allerdings war Hanslick in der Zeit um 1845, als Wagner die ursprüngliche Konzeption der Meistersinger aufzeichnete, noch ein begeisterter Anhänger Wagners. Wagner und Hanslick begegneten einander im Sommer 1845 erstmals in Marienbad, wo Wagner sich zur Kur aufhielt, und zwar exakt einen Tag, nachdem Wagner dort seine erste Meistersinger-Entwurfsskizze abgeschlossen hatte. 1846 erschien eine sehr ins Detail gehende und bewusst wohlwollende Besprechung des Tannhäuser in elf täglich aufeinanderfolgenden Zeitungsfortsetzungen, die Hanslicks Reputation als Kritiker begründete.

### Giuseppe Verdi
In Zusammenhang mit italienischer Opernmusik gebrauchte Hanslick oft die Begriffe „Sinnlichkeit“, „Anmut“ oder „sinnliche Schönheit“. Im Frühjahr 1845 besuchte der noch nicht einmal 20-Jährige eine Aufführung von Ernani am Wiener Kärntnertortheater. Beinahe 50 Jahre später erinnerte sich Hanslick an dieses Ereignis in seiner Autobiographie: „Nur mit dem Aufgebot aller Geduld und Willenskraft hielt ich die Oper bis zum Ende aus, so sehr langweilte sie mich. Italienische Opernmusik war meinem, nur an deutscher Musik herangebildetem Geschmack etwas Fremdartiges, Unsympathisches. Für Gesangsvirtuosität hatte ich keinen Sinn, und die Verdische Oper klang mir über die Maßen langweilig, undramatisch und roh.“ In seinem Sammelband Die moderne Oper aus dem Jahre 1875 notiert Hanslick in Zusammenhang mit Ernani auch den Begriff der „häßlichen Roheit“, der in seinen Verdi-Besprechungen immer wiederkehrt, allerdings auch zwei positive Eigenschaften: Die packende Kraft und dramatische Energie, mit welchen Verdi seine Vorgänger eindeutig übertraf, und den Vorzug der „in guter Stimmlage sich bewegender, höchst dankbarer und doch in der Darstellung überaus bequemer Rollen.“ Obwohl Hanslick Il trovatore, La traviata, Rigoletto und Un ballo in maschera 1875 als das „Beste, was die italienische Bühne hervorgebracht“ beurteilte, übernahm er aus seinen früheren Zeitungskritiken doch das Urteil, Verdi bleibe „bei all’ seiner Intelligenz, seinem lebhaften, energischen Temperament [eine] gemeine Natur“.
Lehnte Hanslick zwar Verdis Hinneigung zur französischen Grand opéra, also insbesondere zu Giacomo Meyerbeer entschieden ab, und war der Kritiker überzeugt, Verdis musikalische Schöpferkraft sei zu Ende, so überzeugte ihn Aida von dem Gegenteil dieses Urteils: „Diese Aïda ist ein merkwürdiges, echt künstlerisches, nach Verdi’s früheren Opern höchst überraschendes Werk. Kurz, es ist eine Freude, zu sehen, wie ein Mann von Verdi’s genialer Begabung sich aus seinen lockeren argen Sitten so schön emporgearbeitet hat.“ Hanslicks Wandlung vom ablehnenden, beinahe hasserfüllten Kritiker der frühen und mittleren Verdi-Opern zum anerkennenden Beurteiler, der sich „einen offenen Blick für die weitere Entwicklung des Komponisten bewahrt hat“, muss hervorgehoben werden. War Hanslick auch vor so manchem Fehlurteil natürlich nicht gefeit, so ist sein Bestreben, die positiven wie die negativen Aspekte der von ihm besprochenen Musikwerke zu beleuchten, in den Verdi-Kritiken ab etwa 1860 auszumachen.

### Anton Bruckner
Immer wieder wird Hanslick, besonders von den Bruckner-Biographen, als Antagonist Anton Bruckners dargestellt. Zwar trifft zu, dass Bruckner ohne Hanslicks Einfluss wahrscheinlich nicht nach Wien gegangen wäre, denn dieser hat ihn im Juni 1865 bei einem Liederwettstreit in Linz ermutigt, nach Wien zu gehen, mit dem Hinweis, dass er es dort weit bringen werde. Aus dieser Zeit ist eine Photographie Hanslicks erhalten, die er Bruckner mit Widmung zukommen ließ. Auch kann gesagt werden, dass Hanslick sich über den Organisten Bruckner überschwänglich äußerte – und über Bruckners Erfolge bei dessen Orgeltournee in Nancy und Paris schwärmte – und dass Hanslick in seinen Kritiken stets betonte, wie sympathisch der Mensch Bruckner ihm sei, dass er seine Musik aber nicht verstehen könne. Nachdenklich stimmt jedoch die oftmals unsachliche Gehässigkeit gegenüber Bruckner in Hanslicks Kritiken („traumverwirrter Katzenjammerstil“), und es verwundert aus heutiger Sicht auch sehr, dass Hanslick, der doch das geflügelte Wort geprägt hatte, Musik sei nichts anderes als tönend bewegte Form, nicht erkannte, dass gerade Bruckner und seine symphonische Architektur diesem Formbegriff unter all seinen Zeitgenossen am ehesten entsprach.
Wie Egon Erwin Kisch berichtet, erzählte man sich in Wien, dass Bruckner bei einer kaiserlichen Audienz nach einem Wunsch gefragt wurde, worauf er tränenüberströmt ausrief: „Majestät, könnten S’ nicht beim Herrn Hanslick ein Wörtchen für mich einlegen, dass er mich nicht immer so tadeln tut?“

### Gustav Mahler
Auch die Werke von Gustav Mahler – den Hanslick als Dirigenten sehr schätzte – ernteten heftige Kritik von Hanslick. Zur Wiener Erstaufführung von Mahlers 1. Sinfonie schrieb Hanslick im Jahr 1900: „‚Einer von uns Beiden muß verrückt sein – ich bin es nicht!‘ Damit endete einer der beiden eigensinnigen Gelehrten den langen Streit. Wahrscheinlich bin ich es, dachte ich mit ehrlicher Bescheidenheit, nachdem ich von dem Schreckensfinale der Mahlerschen D-Dur-Symphonie mich erholt hatte. Als aufrichtiger Verehrer des Directors Mahler, dem die Oper wie das Philharmonische Concert so tief verpflichtet sind, möchte ich nicht eilfertig über seine wunderliche große Symphonie urtheilen. Andererseits schulde ich meinen Lesern Aufrichtigkeit, und so gestehe ich denn betrübt, dass die neue Symphonie zu jener Gattung Musik gehört, die für mich keine ist.“

### Hugo Wolf
Hanslick ist auch als Kritiker Hugo Wolfs bekannt. In die Biographie Anton Bruckners hat er insoweit hineingewirkt, als er in seinem Amt als Professor für Ästhetik über Bruckners Gesuch zur Anstellung als Dozent für Tonsatz an der Wiener Universität entscheiden musste. Hanslick hat das Gesuch zuerst abgelehnt; doch hat er sich später einer entgegengesetzten Mehrheit in dem zuständigen Gremium gebeugt.

## Schriften
- Vom Musikalisch-Schönen. Ein Beitrag zur Revision der Ästhetik der Tonkunst, 1854 (Volltext der Erstausgabe)
- Geschichte des Concertwesens in Wien, zwei Bände, 1869–70 (Erster Theil und Zweiter Theil im Austrian Literature Online)
- Die moderne Oper. Kritiken und Studien, 1875 (archive.org)
- Musikalische Stationen (Der „Modernen Oper“ II. Theil), 1880 (archive.org)
- Aus dem Opernleben der Gegenwart (Der „Modernen Oper“ III. Theil). Neue Kritiken und Studien, 1884 (archive.org)
- Suite. Aufsätze über Musik und Musiker, 1884 (Aufsätze der Jahre 1877–1884, archive.org)
- Concerte, Componisten und Virtuosen der letzten fünfzehn Jahre. 1870–1885. Kritiken, 1886 (archive.org)
- Musikalisches Skizzenbuch (Der „Modernen Oper“ IV. Theil). Neue Kritiken und Schilderungen, 1888 (Kritiken der Jahre 1883–1887, archive.org)
- Musikalisches und Litterarisches (Der „Modernen Oper“ V. Theil). Kritiken und Schilderungen, 1890 (archive.org)
- Aus dem Tagebuche eines Musikers (Der „Modernen Oper“ VI. Theil), 1892 (archive.org)
- Aus meinem Leben, zwei Bände, 1894
- Fünf Jahre Musik [1891–1895] (Der „Modernen Oper“ VII. Teil), 1896 (archive.org)
- Am Ende des Jahrhunderts [1895–1899] (Der „Modernen Oper“ VIII. Teil). Musikalische Kritiken und Schilderungen, 1899 (archive.org)
- Aus neuer und neuster Zeit  (Der „Modernen Oper“ IX. Teil). Musikalische Kritiken und Schilderungen, 1900 (archive.org)

Dietmar Strauß gibt seit 1993 bei Böhlau/Wien eine auf 22 Bände ausgelegte historisch-kritische Gesamtausgabe Sämtliche Schriften. Aufsätze und Rezensionen heraus, von denen bis 2011 sieben Bände erschienen sind.